# Domenico Moreni
Domenico Moreni (Firenze, 12 agosto 1763 – Firenze, 13 marzo 1835) è stato un presbitero, letterato e bibliofilo italiano. Moreni partecipò attivamente alla vita accademica del Granducato di Toscana. Fu fondatore della biblioteca Moreniana che raccoglie principalmente volumi inerenti alla storia di Firenze.

## Biografia
Nacque a Firenze il 12 agosto 1763 da Alessandro Tognozzi e da Maria Diamante Mariani, sua seconda moglie. Fu battezzato con i nomi di Domenico Stefano Luigi. Nello stesso anno il padre aggiunse al proprio il cognome Moreni, che era quello della sua prima moglie, morta l’11 febbraio 1746. Domenico l’adottò, abbandonando il cognome del padre. Dal matrimonio nacquero altri figli, dei quali sopravvisse a Moreni solo Giuliano., studiò filosofia e teologia nel seminario di S. Martino a Lucca. Si legò d'amicizia con l’erudito Domenico Maria Manni, insegnante nel seminario arcivescovile di Firenze, aiutandolo nella redazione delle Osservazioni storiche sopra i sigilli antichi de’ secoli bassi (Firenze 1739-86). Manni gli lasciò gran parte della sua biblioteca personale. Fornito di una vasta e solida cultura letteraria, si applicò con fervore agli studi d'erudizione, raccogliendo in molti anni di lavoro una messe enorme di materiale storico, di cui poi si servì per la compilazione delle molte sue opere, fra le quali le più importanti sono: Bibliografia storico-ragionata della Toscana (Firenze 1805; voll. 2, in-4°); Annali della Tipografia del Torrentino (Firenze 1811); Notizie istoriche dei contorni di Firenze (Firenze 1791-95, in 6 voll.); Continuazione delle Memorie istoriche della Basilica di San Lorenzo (Firenze 1812-17: formano il 2° e il 3° vol. dell'opera di Pier Nolasco Cianfogni su tale argomento). Il Granduca Ferdinando III lo nominò nel 1797 canonico della Basilica Laurenziana; fu membro dell'Accademia della Crusca e da lui prese il nome la Biblioteca Moreniana, annessa alla Riccardiana di Firenze. Morì a Firenze il 13 marzo 1835.

## Opere
- Notizie istoriche dei contorni di Firenze (voll. I - VI), Firenze, 1791-95.
- Bibliografia storico-ragionata della Toscana, Firenze, 1805.